# Neukirchen/Pleiße
Pour les articles homonymes, voir Neukirchen.
Neukirchen/Pleiße est une commune de Saxe (Allemagne), située dans l'arrondissement de Zwickau, dans le district de Chemnitz.

## Histoire
Vers 1222, Heinrich von Crimmitschau (d) , fonde un monastère de chanoines réguliers de saint Augustin,  près de Crimmitschau. L'église Saint-Martin, qui était déjà là, est intégrée au complexe du monastère. En 1478,  Marguerite d’Autriche et Hans Federangel (†1486), seigneur de Crimmitschau, l’unissent aux chartreux. Les moines ne s'occupant pas de la pastorale, la communauté n'est plus autorisée à visiter l'église Saint-Martin dans le quartier du monastère. Une nouvelle église doit être construite, d'ou le nom de Neukirchen.